# 彼得·伊凡诺维奇·别克托夫
彼得·伊凡诺维奇·别克托夫（俄语：Пётр Иванович Бекетов，约1600年-约1661年），俄罗斯的著名西伯利亚哥萨克探险家，曾建立包括雅库茨克、赤塔、涅尔琴斯克（尼布楚）在内的许多城市。
1624年，别克托夫成为一名射手，开始了其从军生涯。1627年被送往西伯利亚。他被任命为叶尼塞总督，开始了其人生第一次旅程，目的是向外贝加尔山脉的布里亚特人征收税收。他成功完成这次任务，成为第一个进入布里亚特地区的俄罗斯人，并在那里建立了名叫Rybinsky的要塞。
1631年，别克托夫被送往勒拿河，次年，他和他的哥萨克伙伴们建立了雅库茨克，这个城市成为了俄罗斯势力深入东进的基地。他派遣哥萨克探查了阿尔丹河并进一步进入勒拿河，去建立新的要塞，以向当地人征收税收。1640年，他将收到的税赋送到莫斯科，随后被任命为射手和哥萨克的长官，1641年，他回到叶尼塞要塞。
1652年，他第二次发起旅程来向布里亚特人征收税收。1653年，别克托夫的哥萨克建立了Irgensky要塞，并在音果达河沿岸建立了一个冬季据点，这个据点后来发展成了赤塔。次年，别克托夫的哥萨克建立了后来的城镇涅尔琴斯克（尼布楚）。1655年，别克托夫的哥萨克在石勒喀遭到叛乱的布里亚特人的围攻，在平定了叛乱之后，他们离开这座要塞，前往阿穆尔河（黑龙江）。别克托夫于1661年回到托博尔斯克，在那里他遇到了首席神父阿瓦库姆，他可能于同年去世。